# Vogelpark Niendorf
Koordinaten: 53° 59′ 9,6″ N, 10° 48′ 54″ O
Der Vogelpark Niendorf in Niendorf in der Gemeinde Timmendorfer Strand (Kreis Ostholstein in Schleswig-Holstein) ist ein Vogelpark mit zahlreichen heimischen und exotischen Vogelarten. Er ist mit über 1000 Vögeln aus über 250 verschiedenen Arten und einer Fläche von 7 ha (davon 0,2 ha Volieren) einer der größten Vogelparks in Deutschland. Der Vogelpark ist auch in der Nach- und Aufzucht von Jungtieren tätig.

## Tierbestand
Die Sammlung von Eulen mit 150 Tieren aus 47 Arten ist die umfangreichste der Welt. Die Sammlung von Störchen (mit 15 Arten) ist die umfangreichste in Europa. Daneben beherbergt der Vogelpark Niendorf Pelikane, Papageien, Greifvögel, Geier, Tukane, Fasanen, Flamingos, Helmkasuare sowie zahlreiche Sumpf- und Wasservögel (u. a. Kraniche und Reiher), denen die Lage in der Niederung der Aalbeek (Verbindung Hemmelsdorfer See – Ostsee und durchflossen von der Twerbek) ideale Lebensbedingungen bietet.

## Geschichte
Der Park wurde 1973 gegründet und Mitte 1983 von seinem derzeitigen Leiter übernommen, der damit für seine bis dahin in Bad Schwartau beheimatete umfangreiche Vogelsammlung einen neuen Standort fand.
Zwischen Februar und Mai 2009 war der Vogelpark geschlossen; aufgrund von EU-Bestimmungen mussten die Volieren und Winterquartiere der Vögel vergrößert und die Anzahl der Tiere verringert werden. Seit dem 8. Mai 2009 ist der Vogelpark wieder für das Publikum geöffnet.